# ساندیا مریدول
ساندیا مریدول (به انگلیسی: Sandhya Mridul) (زاده ۲۸ مارس ۱۹۷۵) بازیگر هندی است.
از کارهای معروف او می‌توان به بازی در فیلم جاده مرگ، الهه‌های عصبانی هند، سفر ماه عسل، سوپر سینگ، فکر نکرده بود و بخش ۳۷۵ اشاره کرد.